# Маломитькино
Маломитькино — исчезнувшая деревня в Калачинском районе Омской области России. Входила в состав Сорочинского сельского поселения. Упразднена в 1979 г.

## География
Располагалась в 4 км к юго-востоку от деревни Большемитькино.

## История
Основана в 1895 году. В 1928 г. состояла из 80 хозяйств. Центр Мало-Митькинского сельсовета Калачинский район Омского округа Сибирского края.

## Население
В 1926 г. в деревне проживало 479 человек (231 мужчина и 248 женщин), основное население — русские.